# Anduele Pryor
Anduele Pryor (ur. 26 kwietnia 1985 w Amsterdamie) – holenderski piłkarz grający na pozycji pomocnika.
W swojej karierze rozegrał 51 spotkań i zdobył 6 bramek w Eredivisie. 